# 北海道中央バス札幌北営業所

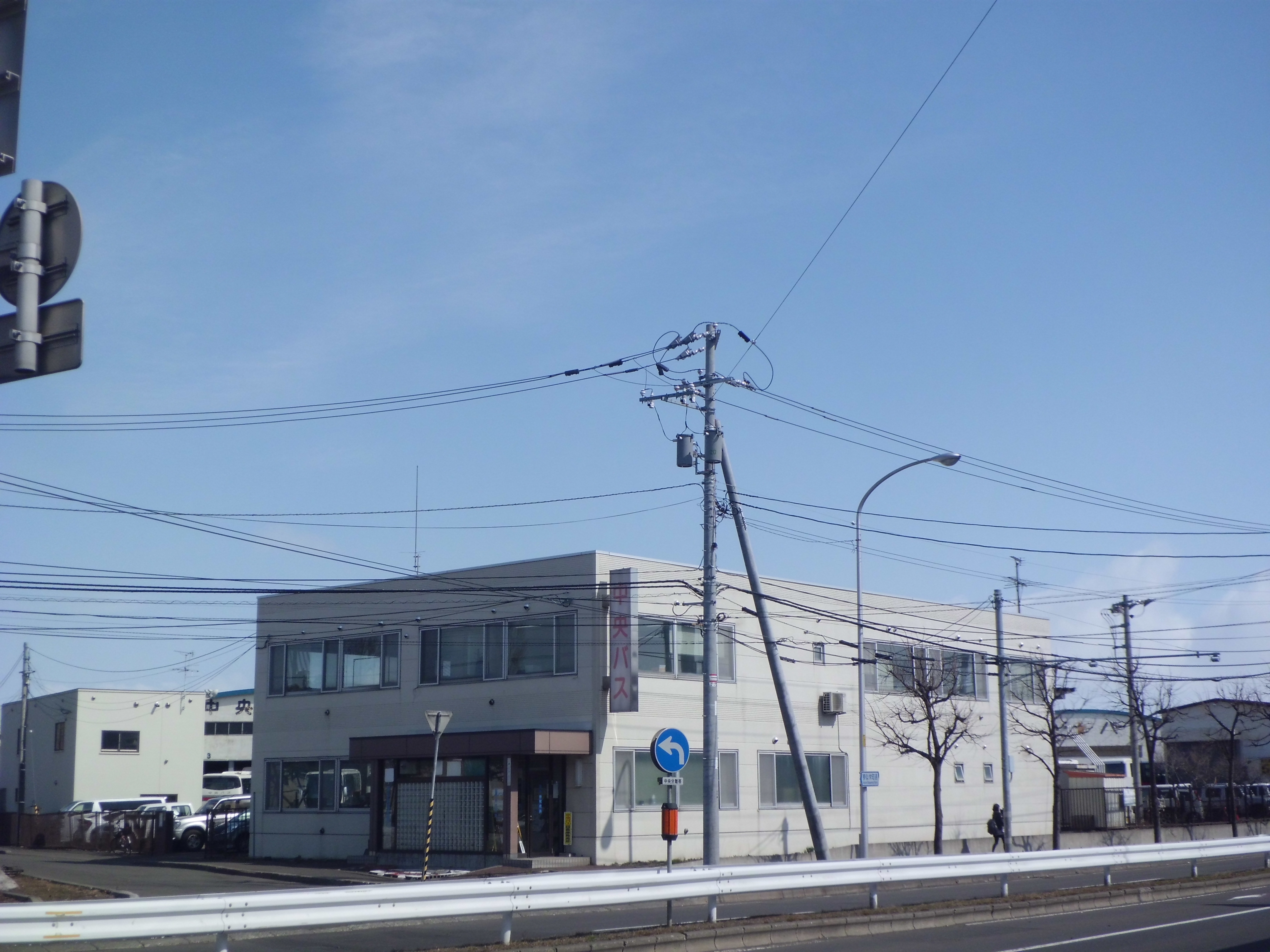
北海道中央バス 札幌北営業所

北海道中央バス札幌北営業所（ほっかいどうちゅうおうバスさっぽろきたえいぎょうしょ）は、北海道中央バス（中央バス）が北海道札幌市東区北49条東2丁目1番1号に設置する、バス事業部（旧・札幌事業部）に属する営業所である。最寄停留所は「北営業所」および「北49条東3丁目」。事務所内に乗車券発売窓口を設置する。

## 歴史
1943年（昭和18年）3月1日の北海道における旅客自動車運輸事業統合要綱（いわゆる戦時統合）による北海道中央乗合自動車発足時に札幌営業所が設置された。
1963年（昭和38年）6月21日に廃止・分割となり、北海道札幌市東区北21条東1丁目に札幌第二営業所が設置された。1964年（昭和39年）11月1日に北営業所、1965年（昭和40年）10月21日に札幌北営業所へ改称。1966年（昭和41年）7月8日に現在地へ移転となった。

## 現行路線
担当路線は都市間高速バスが中心。下記のほか、他営業所が主担当の路線を運行する場合や、下記路線を他営業所が運行する場合がある。

### 都市間高速バス
2024年（令和6年）4月1日現在
再開発事業により札幌駅バスターミナルが2023年（令和5年）9月30日で一時閉鎖されたため、札幌発は札幌駅前始発・札幌ターミナル経由、札幌行は時計台前経由・札幌駅前行となるが、一部異なる便がある。詳細は公式サイトを参照。

#### 道央自動車道・北方面

##### 高速ふらの号

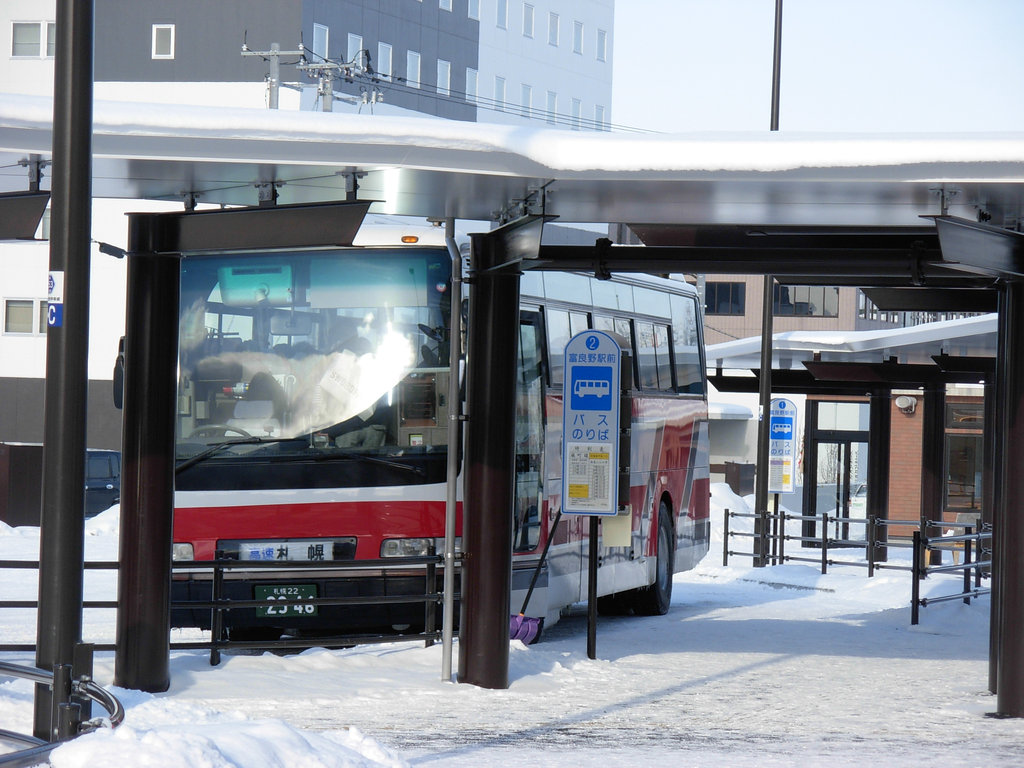
富良野駅前停車中

- 札幌 - 赤平駅前 - 芦別駅前 - 富良野駅前

路線名は札幌・富良野線。札幌と赤平・芦別・富良野を結ぶ都市間バスとして1984年9月1日に高速あさひかわ号と共に新設された。富良野では日の出町のホテルしみずに待合室を設置して乗降を取り扱った。当初は芦別から富良野への送り込み1往復と富良野 - 札幌間の1往復のみだったが、段階的に運行回数を増やし、現在に至る。
札幌 - 芦別間は岩見沢ターミナルを経由する特急札芦線を運行していたが、2005年に全便廃止された。また、芦別 - 富良野間は普通便（富良野線）を運行していたが、滝里ダムの建設により滝里地区の集落が水没する事から廃止された。なお、両路線が停車していた東滝川・茂尻・平岸・渓水町・4番通・野花南・島の下駅前は段階的に高速ふらの号が停車を拡大しており、一部区間は生活路線として乗降共に扱う。
- 1984年9月1日 - 路線新設。札幌駅前ターミナル - 富良野間を運行。
  - 停車停留所は野幌と滝川・赤平・芦別の各ターミナル、北の峰入口、本通5丁目、本通3丁目、十字街、富良野（ホテルしみず）。
  - 札幌 - 富良野間と富良野 - 芦別間を各1往復運転した。
- 1985年4月10日 - 1往復増回。さらに札幌 - 芦別間を結ぶ高速あしべつ号を2往復新設。
- 1985年12月10日 - 富良野 - 芦別間の区間運行便を廃止。
- 1986年4月10日 - あしべつ号2往復のうち1往復を富良野発着に振り替え。滝川 - 富良野間の乗降扱いを廃止。
- 1987年4月10日 - あしべつ号1往復を富良野発着に振り替えて廃止。
- 1987年9月19日 - 岩見沢IC - 美唄IC開通に伴い美唄IC経由に変更。
- 1988年10月9日 - 美唄IC - 滝川IC開通に伴い滝川IC経由に変更。滝川ターミナル乗り入れを廃止。
- 1990年4月10日 - 滝川IC経由の札幌芦別線新設（愛称は高速ふらの号）。
- 1990年10月31日 - 札幌行の札幌ターミナルを時計台前に改称。
- 1991年4月28日 - 札幌駅前ターミナル - カナディアンワールド間を結ぶ高速カナディアンワールド号を新設。
  - 停車停留所は札幌 - 芦別ターミナル、北の京・芦別入口、芦別温泉、カナディアンワールド。ゴールデンウィークや夏休み限定で運行（1997年夏季まで）。
- 1992年4月10日 - 富良野ターミナル新設。10往復に増回。現在の運行体制となる。
- 1995年4月20日 - 菊水元町7条を新設。
- 1996年4月1日 - 野幌 - 砂川石山間の乗降制限を解除。
- 1998年4月1日 - 東滝川、茂尻、平岸を新設。北の峰入口、本通5丁目、本通3丁目、十字街と合わせて札幌行は乗車のみ、富良野行は降車のみの取り扱いへ。
- 1998年7月18日 - 小樽 - 富良野間を結ぶ直通路線を夏休み限定で運行（愛称は高速ふらの号）。
- 1999年4月1日 - 全席禁煙化。富良野線（芦別 - 富良野）廃止に伴い4番通、野花南、島の下駅前を新設。
- 2000年7月15日 - 札幌駅前ターミナル - 三笠ターミナル - 富良野間を結ぶ直通路線を夏休み限定で運行。
  - 愛称は高速ふらの号。三笠ターミナルと幾春別町に停車（2001年夏季まで）。
- 2003年4月1日 - 渓水町と上芦小学校を新設。札幌行は乗車のみ、富良野行は降車のみ取り扱い。
- 2005年4月1日 - 芦別中学校前と市場前を新設。札幌行は乗車のみ、富良野行は降車のみ取り扱い。芦別中学校前でパークアンドライド開始。
- 2006年7月22日 - 夏休み限定で親子割引運賃を設定。
- 2006年12月1日 - 渓水町、芦別中学校、上芦小学校の乗降制限を解除。
- 2007年7月1日 - 富良野駅前発着に変更。富良野ターミナル廃止[6]
- 2008年4月1日 - 芦別ターミナルを廃止し「芦別」に改称。
- 2008年6月1日 - 東京・富良野連絡きっぷ「ふらの・ストーリー」と「札幌&富良野・旭川ぐるっとバスセット券」を新設。
- 2012年4月1日 - 北の峰入口の乗降制限を解除（ふらのバスハイランドふらの線の廃止に伴う措置[7]）。
- 2014年6月1日 - 文京町（赤平市）を新設。
- 2019年10月1日 - 東京・富良野連絡きっぷ「ふらの・ストーリー」を廃止[8]。
- 2019年12月1日 - 芦別駅前を新設、芦別を廃止[9]。

富良野・東京連絡きっぷ「ふらの・ストーリー」（2019年9月30日をもって廃止）
富良野と東京を高速バスとフェリーで結ぶ富良野・札幌連絡きっぷ。バス・フェリー共利用便が限定されている。
- 高速ふらの号（富良野駅前 - 札幌駅前ターミナル）
- 高速とまこまい号（札幌駅前ターミナル - 苫小牧フェリーターミナル）
- 商船三井フェリー（苫小牧港 - 大洗港）
- 茨城交通路線バス（大洗港 - 水戸駅）
- みと号（水戸駅 - 東京駅）

##### 高速なよろ号
- 札幌 - 和寒・道の駅けんぶち・士別大通6丁目・風連・名寄駅前・名寄営業所（道北バスと共同運行）

1989年（平成元年）12月22日から1990年（平成2年）1月10日までの臨時運行を経て、同年3月9日より通年運行となった。当初は予約制（自由席）で運行され、1995年（平成7年）12月1日より予約不要となっていたが、2006年（平成18年）9月1日より再度予約制（全席指定）となっている。途中音江PAで休憩時間を設定する。
1990年（平成2年）12月1日から1991年（平成3年）11月30日までは旭川市内中心部を経由し、札幌 - 旭川間や旭川 - 士別 - 名寄間の利用も可能であった。その後は札幌市内、道央自動車道上、士別、名寄の停車であったが、1997年（平成9年）6月1日より和寒、2004年（平成16年）12月1日より風連、2007年（平成19年）4月1日より道の駅けんぶちに停車開始した。開設当初から4往復の運行であるが、2001年（平成13年）7月20日より土日祝に限り1往復増回。
2013年（平成25年）4月1日より、名寄側の起終点が道北バス名寄営業所に延長される。

2023年（令和5年）1月21日より、中央バス担当便が当面の間運休中。

##### 高速えんがる号・特急北大雪号
| 白滝ICから停留所に向かう札幌行 |  | 中湧別文化センタートムにて（2009年） |
| 白滝ICから停留所に向かう札幌行 |  | 中湧別文化センタートムにて（2009年） |

- 高速えんがる号：札幌 - 白滝 - 丸瀬布・遠軽（道北バス、北海道北見バスと共同運行）
- 特急北大雪号：旭川駅前・上川ポンモシリ - 白滝 - 丸瀬布・遠軽（運休中[12]）

1990年（平成2年）9月22日に道北バスと北見バスの2社共同運行で旭川 - 遠軽の特急北大雪号4往復を開設。1995年（平成7年）7月21日に高速あさひかわ号の旭川行2本・札幌行3本、特急北大雪号の遠軽行2本・旭川行3本を振り替える形で高速えんがる号を新設し3社共同運行となった。
2012年（平成24年）4月1日以降、高速えんがる号は遠軽行2本（直行）・札幌行3本（直行2本、旭川経由1本）、特急北大雪号は遠軽行2本・旭川行1本の運行で、同日より高速えんがる号は予約制（全席指定）となったが、旭川経由便の遠軽 - 旭川間、旭川 - 札幌間のみの利用は引き続き予約不要であった。2018年（平成30年）6月21日より特急北大雪号を含む旭川 - 遠軽間の利用も予約制（自由席）となった。2020年（令和2年）12月1日に高速えんがる号の旭川経由を廃止。札幌 - 遠軽は全便直行で2往復、旭川 - 紋別は特急北大雪号2往復の運行となった。
2000年（平成12年）12月22日から2001年（平成13年）1月21日までと、同年5月26日から8月23日まで、遠軽より上湧別町（現・湧別町）の中湧別まで延長した直行便を定期便に加えて運行。2007年（平成19年）4月1日より定期運行化。2012年（平成24年）4月1日より全便遠軽発着となり湧別町乗り入れは廃止されている。

2023年（令和5年）1月21日より高速えんがる号の北海道中央バス担当便、同年7月1日より特急北大雪号の北海道北見バス担当便、2024年（令和6年）4月1日より特急北大雪号の道北バス担当便が当面の間運休中。特急北大雪号は全便運休により路線休止となっている。

##### 高速流氷もんべつ号・特急オホーツク号

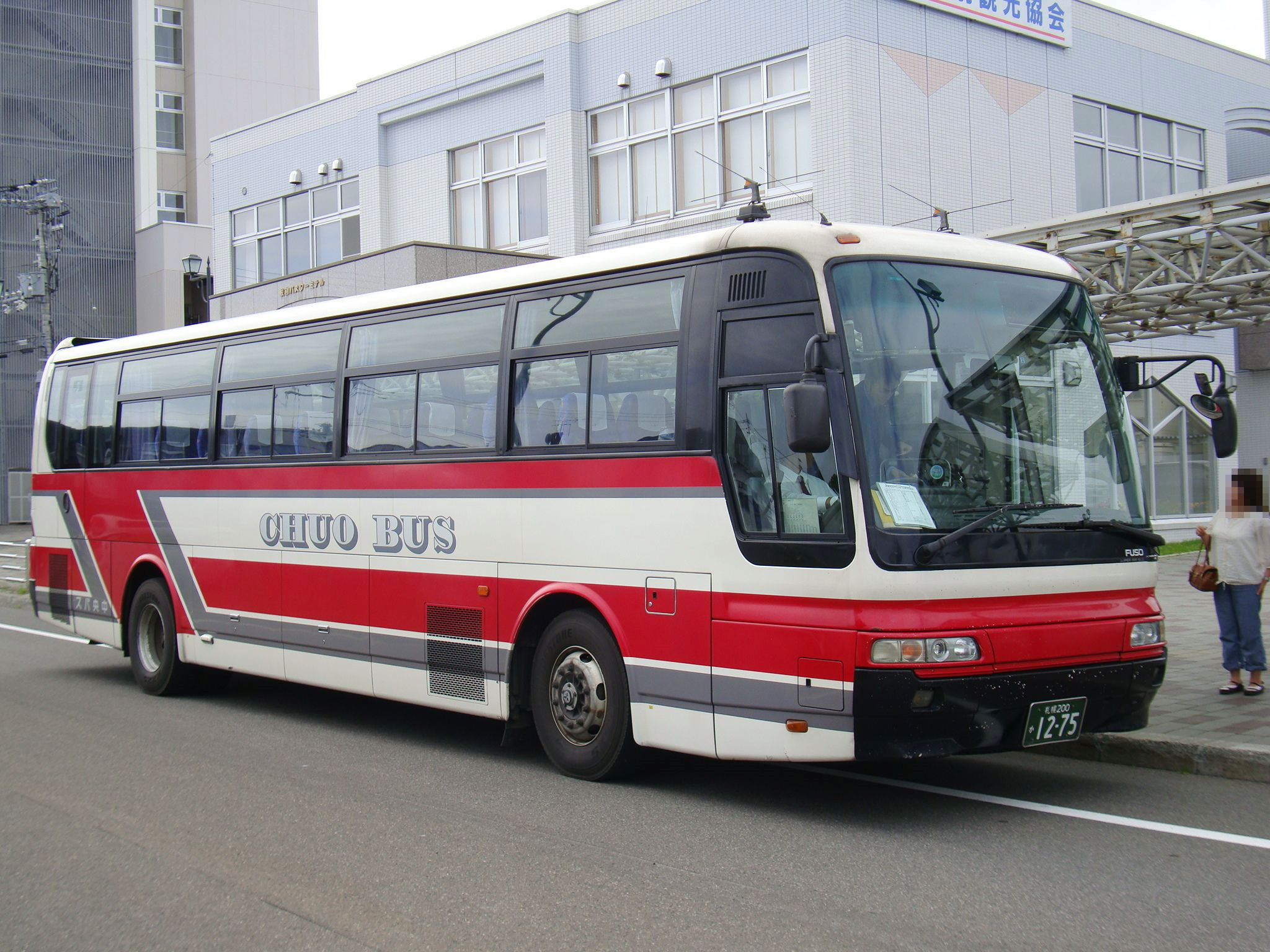
紋別にて

- 高速流氷もんべつ号：札幌 - 滝上・上渚滑・渚滑・紋別（道北バス、ジェイ・アール北海道バス、北紋バスと共同運行）
- 特急オホーツク号：旭川駅前・上川 - 滝上・上渚滑・南が丘3丁目・紋別

予約制。札幌発着便は2006年（平成18年）12月より座席指定となっている。旭川発着便は自由席。2020年（令和2年）12月1日に廃止された旭川経由便では札幌 - 旭川間は高速あさひかわ号に準じ予約不要、旭川 - 紋別間は特急オホーツク号に準じ予約制（自由席）であった。札幌発着便は比布大雪PAで、旭川発着便は上川駅前で休憩時間を設定する。
1984年（昭和59年）6月27日に道北バスが特急オホーツク号を4往復新設し渚滑経由で運行。翌年には1往復増回し、1989年（平成元年）より北紋バスが加わり6往復となり、南が丘3丁目（北海道道713号）経由を新設した。
1996年（平成8年）4月11日より高速あさひかわ号と特急オホーツク号各4往復を振り替え高速流氷もんべつ号を新設。高速流氷もんべつ号は渚滑経由で4往復、特急オホーツク号は南が丘3丁目経由で3往復とし4社共同運行となった。高速流氷もんべつ号の経路は紋別市内が渚滑経由となる以外は高速あさひかわ号と特急オホーツク号に準じていた。
2001年（平成13年）4月1日より、高速流氷もんべつ号のうち2往復は旭川を経由しない直行便に振り替えられ、2003年12月1日からは更に1往復が直行便に振り替えられた。
また、2006年（平成18年）度より2月の流氷観光期限定で直行便が2往復増回された。直行便限定で「愛別東町」「上川ポンモシリ」停留所が設置されたが、旭川紋別自動車道の延伸により順次廃止され、浮島ICまで高速道を利用することとし、野幌から滝上町の滝西まで停留所は設定されなくなった。また、両方向ともに乗降可能で全便が停車していた「浮島トンネル記念公園」停留所は2006年（平成18年）12月1日に廃止されている。
2020年（令和2年）12月1日に高速流氷もんべつ号の旭川経由を廃止。紋別 - 札幌は全便直行、紋別 - 旭川は特急オホーツク号に一本化された。
2023年（令和5年）12月1日現在、高速流氷もんべつ号の中央バス担当便が当面の間運休中。
2005年（平成17年）度の乗車実績は49,647人。

##### ドリーミントオホーツク号（北見・網走）

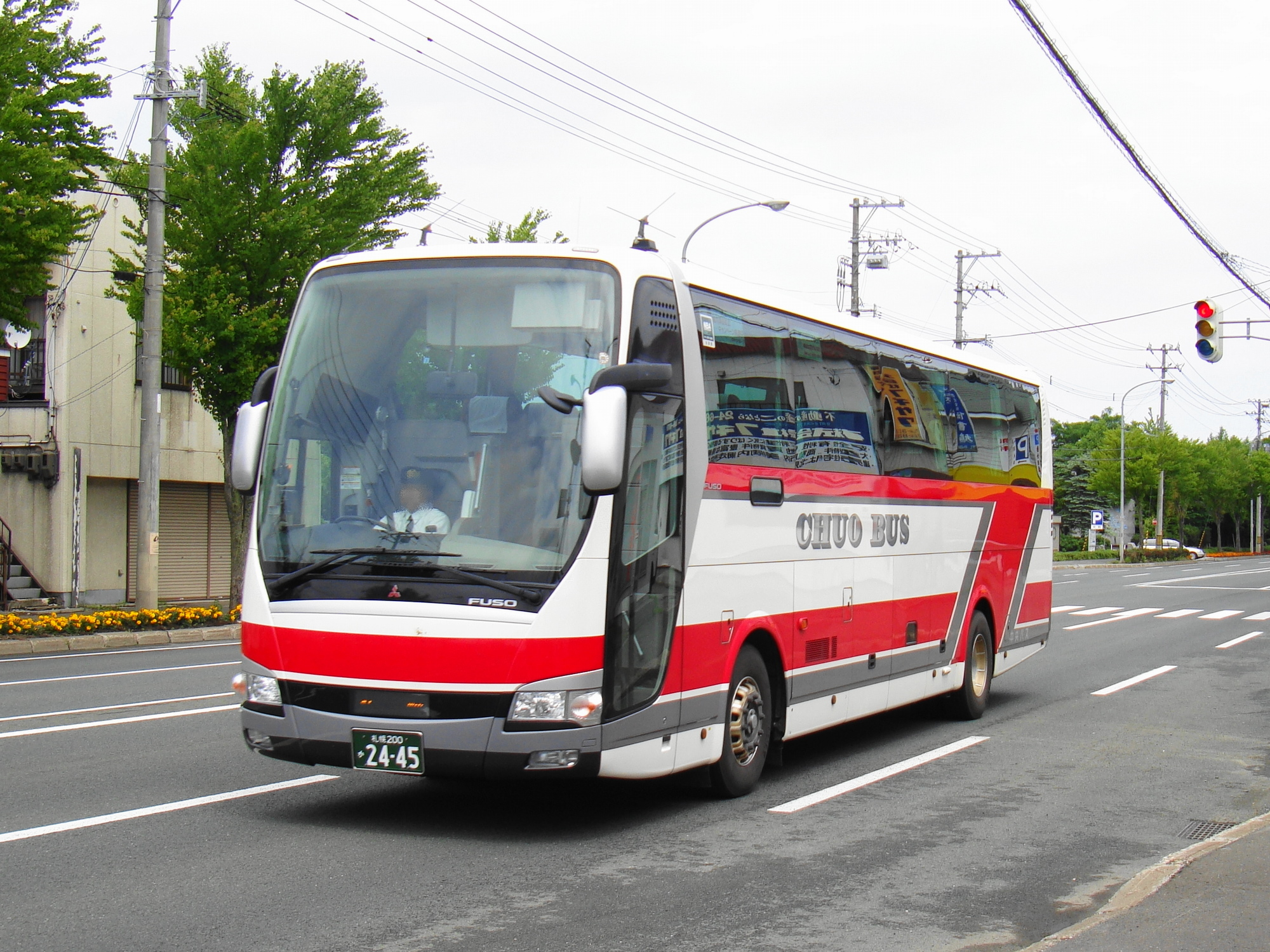
網走市内を走行中の様子

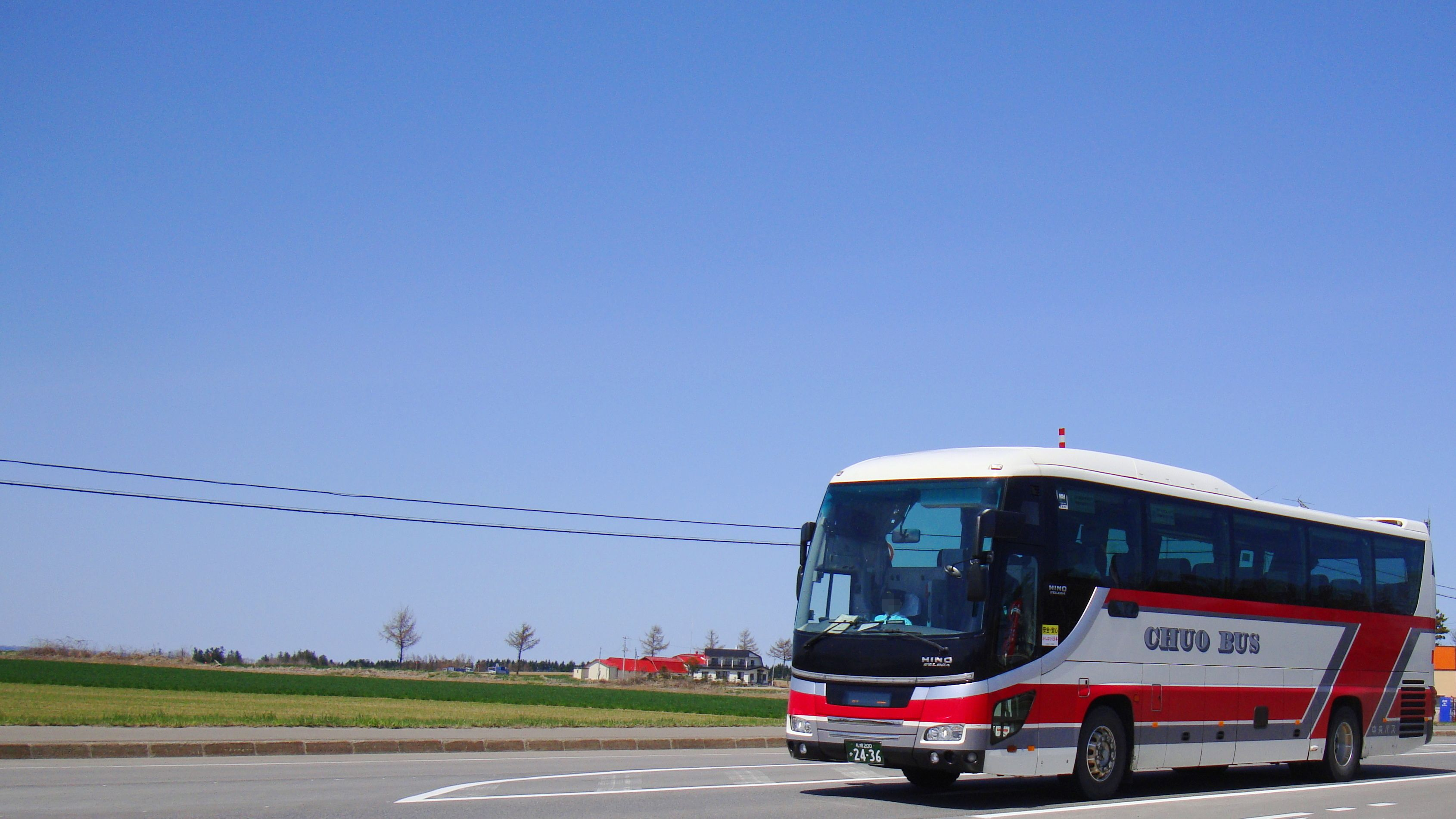
メルヘンの丘前を通過

- 札幌 - 北見バスターミナル・網走バスターミナル（北海道北見バス、網走バスと共同運行）

愛称名はドリーム、ミント（北見の名産）、オホーツク海（網走の海）を由来とする。1991年（平成3年）5月30日に夜行便を含む4往復で運行開始。安価もさることながら1人掛け独立シートの採用や、北見までは特急「オホーツク」との所要時間差があまりないことから平日でも増車する好調な滑り出しを見せ、翌1992年（平成4年）4月25日から7往復（うち、北見始発札幌行1本）に増やされた。当初はJR北海道や航空便を運航する日本エアシステムは乗客転移の影響を受けたが、近年では安価なバス、時間に正確なJR、速い航空便と客層や目的によって棲み分けがなされている。繁忙期臨時便の運行を経て、1999年（平成11年）7月16日より10往復（うち、札幌 - 北見1往復）運行。2023年（令和5年）10月1日より変動運賃制を導入し一部割引乗車券の発売を終了。運休中の夜行便の再開を考慮しないダイヤとした昼行便9往復（うち、札幌 - 北見3往復）の運行としたほか、北海道北見バス担当便の一部は管理委託により札幌観光バスが運行する。
途中停留所は「北見バスターミナル」、降車専用は網走行の「網走駅前」、札幌行の「時計台前」・「北2条西3丁目」であったが、1997年（平成9年）4月1日より「美幌」（北見バス美幌営業所前）、2004年（平成16年）4月1日より「女満別西通り」、同年10月3日より「菊水元町7条」（札幌市白石区。札幌行降車専用）、2009年（平成21年）4月1日より「西7号線」（北見市。北見・網走行降車）を新設。美幌停留所は1998年（平成10年）12月1日より美幌駅前ターミナルに移設された。北見・網走行は路線開設以来札幌ターミナル始発で、札幌駅前ターミナルは札幌行の終点として降車のみ扱っていたが、2016年（平成28年）4月1日より昼行便のみ乗車扱いを開始した。2021年（令和3年）12月1日より西7号線で札幌行乗車扱いを開始。2023年（令和5年）2月1日より「留辺蘂」（北海道北見バス留辺蘂線・温根湯線「旭東町」と同位置）を、2025年（令和7年）7月1日より「工業大学入口」と「東武東口」（両停留所とも北見市内）を新設した。
開設当初から国道39号石北峠経由で運行され、高速道路・自動車専用道路は 道央自動車道札幌IC - 旭川紋別自動車道上川層雲峡IC間を利用する。旭川紋別自動車道のオホーツク管内側は順次延伸しているが（記事が出た当時は丸瀬布IC）、経路変更は走行距離の面などから2011年時点では計画されていない。
昼行便は上川町の陸万観光センターで休憩時間を設定していたが、陸万観光センター都合により2012年（平成24年）12月1日から変更となり、通年2人乗務便の8往復は道央自動車道の比布大雪PAとなった。1人乗務便の1往復は同日より比布大雪PA（網走行）/陸万観光センター（札幌行）と北見バスターミナルの2箇所となっていたが、2013年（平成25年）度より夏季ダイヤ期間は道北バス層雲峡ターミナル（層雲峡観光ビル）1箇所、冬季ダイヤ期間は2人乗務で他便と同じ所要時間、比布大雪PAで休憩となる。

利用客は初年度の約7万9千人から1997年（平成9年）度には約17万3千人に増加。1998年（平成10年）度からの8年間は15万から16万人台で推移していたが、2006年（平成18年）度は約18万8千人と2万人以上増加し、2007年（平成19年）度から3年間は19万人台で推移。2010年（平成22年）度は18万3,483人であった。特に夜行便の需要が増加しており、JR北海道の夜行特急列車が季節運行化された2006年（平成18年）および完全廃止された2008年（平成20年）と増加時期が符合することから、JRから乗客転移があったものと分析されている。

##### イーグルライナー（知床）

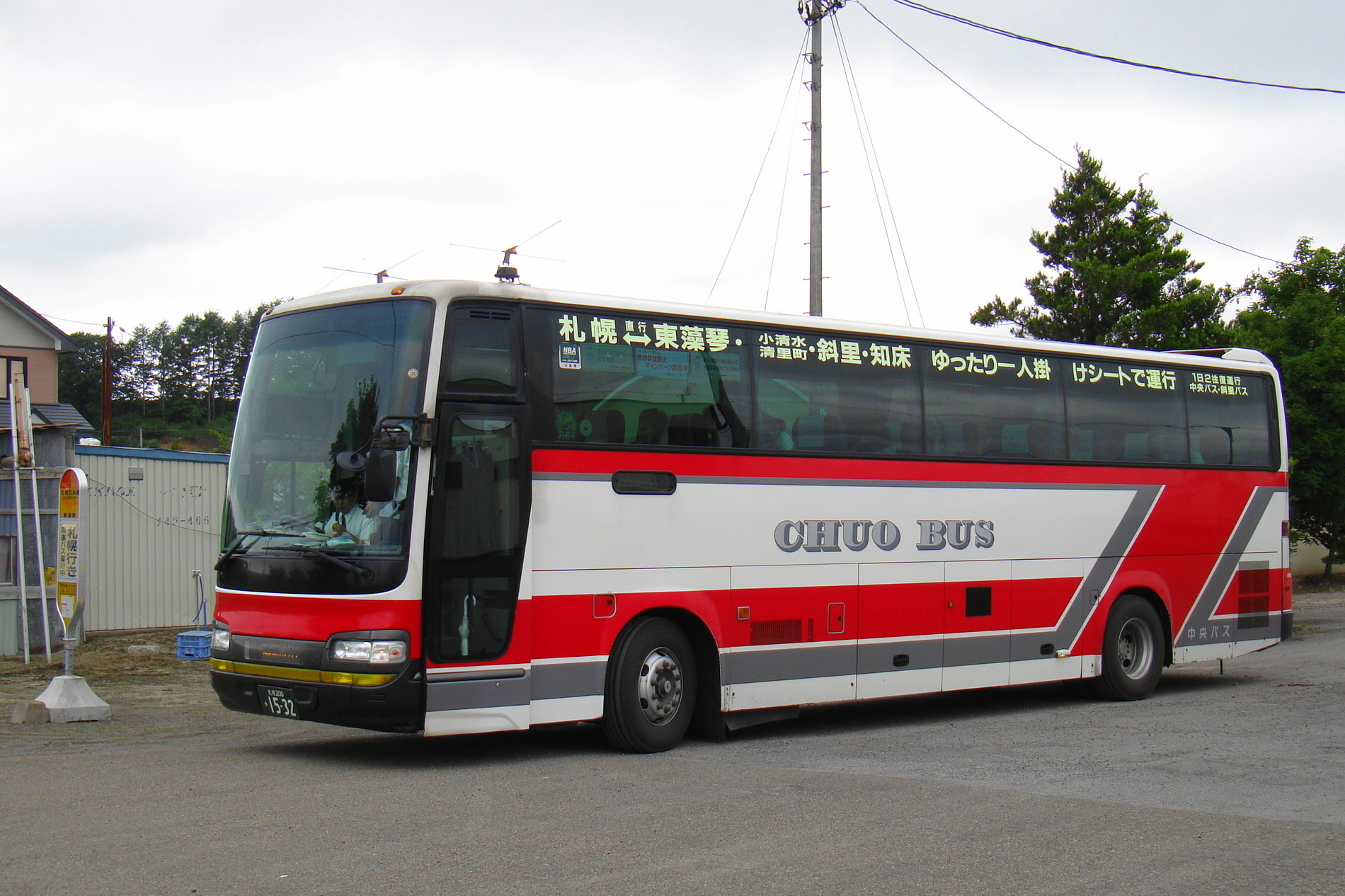
東藻琴到着

- 札幌 - 佐呂間町若佐・東藻琴・小清水町・清里町新栄・斜里・ウトロ温泉（斜里バス運行）

中央バスが2006年（平成18年）9月1日から「高速しれとこ号」の試験運行を行い、斜里バスでは斜里側の停留所提供や予約発券を行った。2007年（平成19年）4月20日より「イーグルライナー」として定期化され斜里バスが運行に参入。中央バスは始発地を2014年（平成26年）5月6日に出発する便をもって運行を終了。札幌地区の予約業務などは中央バスが引き続き行う。
定期運行開始時に「東藻琴」、「小清水町」、「清里町新栄」、ウトロ温泉地区ホテルの各停留所を新設。同年12月1日より経路を国道39号（石北峠）経由から、旭川紋別自動車道（北見峠）経由に変更。2009年（平成21年）10月1日には佐呂間町からの要望により「佐呂間町若佐」停留所（昼行便のみ）を新設した。2023年（令和5年）10月1日より、札幌行の終点が「北2条西3丁目」に変更された。
このほかウトロ行のウトロ地区、札幌行の札幌市内には降車専用停留所が設置される。昼行便は道の駅しらたき（白滝PA）東藻琴停留所（セブン-イレブン東藻琴店）とにて休憩時間を設ける。
他路線と組み合わせた割引乗車券が設定されており、高速とまこまい号・商船三井フェリー・みと号を組み合わせた東京・札幌連絡きっぷ「パシフィック・ストーリー」とセットで購入すると、ウトロ地区での乗降に限り運賃が割引となる。このほか、ウトロ定期観光バスまたはスターライト釧路号・阿寒バス釧羅線・羅臼ウトロ線とを組み合わせた「ぐるっと道東バスセット券」、新千歳空港連絡バスとを組み合わせたセット券が設定される。

#### 道央自動車道・南方面

##### 新千歳空港連絡バス
- 北24条駅・麻生駅・北34条駅系統
- 宮の沢駅・発寒南駅系統
- サッポロビール園・東区役所前駅・環状通東駅系統

##### 高速とまこまい号

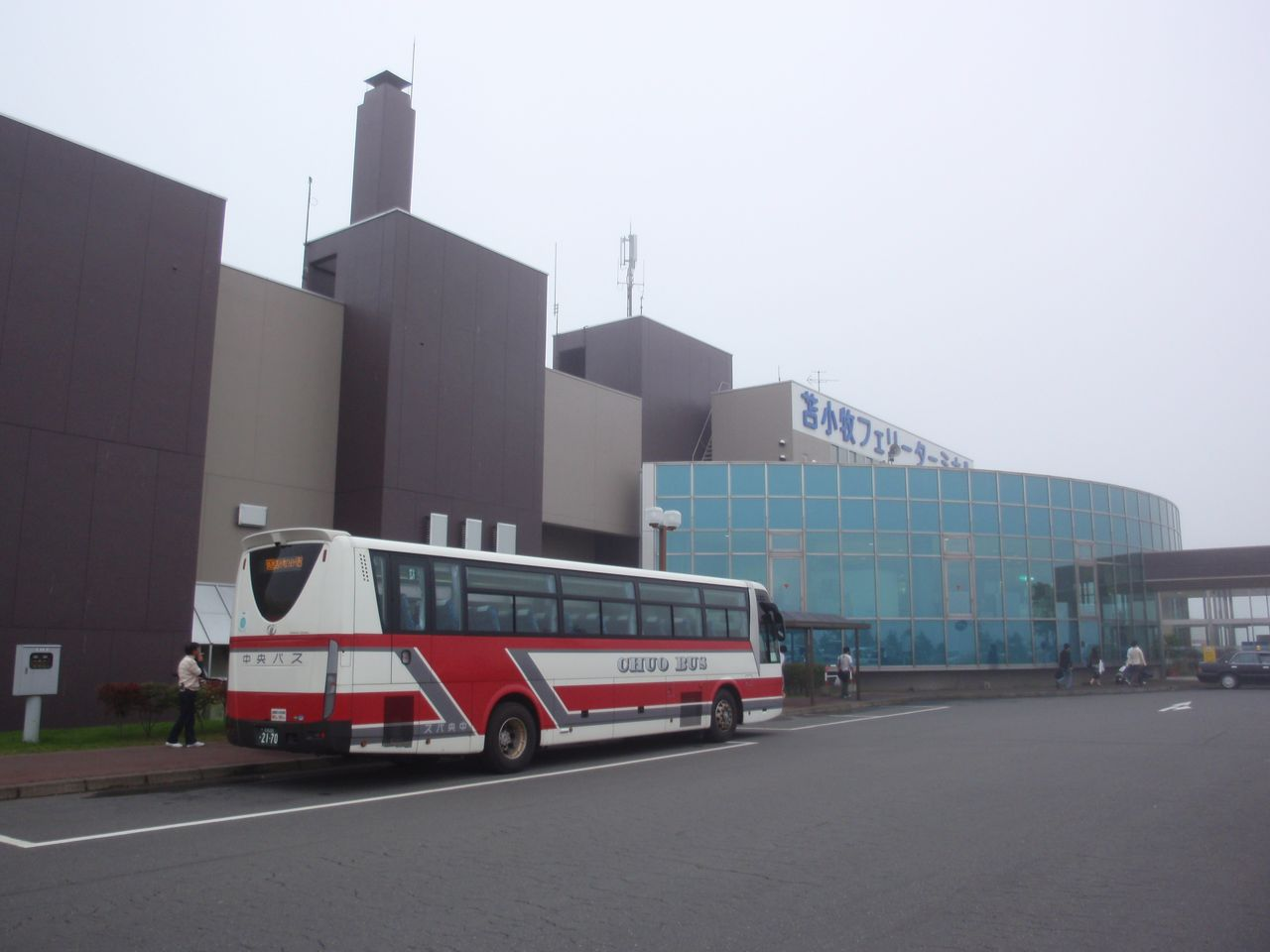
苫小牧フェリーターミナルにて

- 札幌 - 地下鉄大谷地駅 - 苫小牧駅前 - 苫小牧西港フェリーターミナル

旧・月寒営業所路線。共通乗車制度により道南バスの高速ハスカップ号と相互に乗車券が使用できる。
後述の「高速むろらん号」の運行開始と共に当時の国鉄が往復割引乗車券として「Sきっぷ」を設定した結果、国鉄を利用した場合の札幌と室蘭の往復運賃が4,000円（当時）となり、札幌と苫小牧を特急で往復した場合の合計運賃が4,180円（当時）より安くなるという逆転現象が発生した。このことに気づいた沿線住民は、1984年に中央バスと道南バスに対して札幌と苫小牧を結ぶ高速バスの運行を陳情した。国道36号を経由していた特急札登線（札幌 - 千歳 - 苫小牧 - 登別温泉、後の高速のぼりべつ号）の高速直行便化を行うことで、1985年より運行を開始した。本路線開設後、国鉄は札幌と苫小牧の間にも「Sきっぷ」を設定した。
札幌 - 苫小牧間をほぼノンストップで結んだほか、苫小牧フェリーターミナルへの延長便も運行している。近年は苫小牧東部地区の宅地造成化に伴い停車停留所を増設し、競合する道南バスの「高速ハスカップ号」とも乗車券を共用する共通乗車化で利便性を図っている。2010年12月1日、三井アウトレットパーク経由便を1往復新設。
東京・札幌連絡きっぷ「パシフィック・ストーリー」
- 札幌と東京を高速バスとフェリーで結ぶ東京・札幌連絡きっぷ「パシフィック・ストーリー」が期間限定で設定されている。2008年度は4月1日 - 7月17日、9月1日 - 2009年3月31日（12月26日 - 2009年1月4日は運賃が異なる）。2009年度は4月1日 - 9月30日。バス・フェリー共利用便が限定されている。
- 利用可能な交通機関
  - 高速とまこまい号（札幌駅前ターミナル - 苫小牧フェリーターミナル）
  - 商船三井フェリー（苫小牧港 - 大洗港）
  - 茨城交通路線バス（大洗港 - 水戸駅）
  - みと号（水戸駅 - 東京駅）

札幌・八戸なかよしきっぷ
- 札幌と八戸を高速バスとフェリーで結ぶきっぷ。[49]
- 利用可能な交通機関
  - 高速とまこまい号（札幌駅前ターミナル - 苫小牧フェリーターミナル）
  - シルバーフェリー（苫小牧フェリーターミナル - 八戸フェリーターミナル（札幌発:シルバープリンセス・シルバークイーン、八戸発:シルバープリンセス・シルバーエイト）

札幌・盛岡なかよしきっぷ
- 札幌と盛岡を高速バスとフェリーで結ぶきっぷ。2014年4月1日発売･利用開始。なお、本きっぷはかつて発売されていた｢ナッチャン盛岡札幌きっぷ｣を実質リニューアルした形となる。[50]
- 利用可能な交通機関
  - 高速とまこまい号（札幌駅前ターミナル - 苫小牧フェリーターミナル）
  - シルバーフェリー（苫小牧フェリーターミナル - 八戸フェリーターミナル･札幌発:シルバークイーン、盛岡発:シルバーエイト）
  - フェリー連絡シャトルバス（八戸フェリーターミナル - 本八戸駅前・中心街ターミナル1番ポール（盛岡発のみ）:南部バス）
  - 高速バス八盛号（本八戸駅前・中心街ターミナル（盛岡発のみ） - 盛岡駅前:岩手県北バス）

##### 高速むろらん号
- 札幌 - 大谷地駅 - 登別・東町ターミナル・室蘭観光協会前（・室蘭フェリーターミナル：室蘭行き1本のみ）

旧・月寒営業所路線。共通乗車制度により道南バスの高速白鳥号・高速蘭東ライナー号と相互に乗車券が使用できる。
札幌市と登別市、室蘭市を結ぶ。長らく休止していた特急札室線を道央自動車道・白老IC開通を機に高速むろらん号として再編。スーパーハイデッカーやビデオ上映・音響マルチステレオなど豪華装備の車両を次々と投入、ドイツネオプラン製のバスを投入して対抗した道南バスとしのぎを削った。
これを受けて国鉄は、往復で特急・急行の自由席を利用できる割引乗車券・Sきっぷを設定して対抗した。Sきっぷ（往復タイプ4,600円）を利用すると、普通列車利用時（往復運賃4,840円）よりも安くなる逆転現象が生じている。
2007年3月1日より室蘭工業大学経由・大谷高校発着系統（道南バスの高速室蘭サッカー号とほぼ同経路）を新設したものの、2020年4月1日のダイヤ改正で撤退し道南バス便のみの運行となった（「路線沿革」を参照）。
路線沿革
- 1984年4月25日 - 2往復新設。札幌駅前ターミナルと室蘭ターミナル間を約2時間25分で運行。途中停留所は札幌ターミナル、地下鉄大谷地駅、登別駅通、幌別本町、東室蘭、輪西駅前、母恋駅前、市役所前。
- 1984年9月1日 - 3往復に増回。東室蘭を東室蘭ターミナルに改称。窓口を設置。6枚綴り回数券新設。
- 1985年4月1日 - 4往復に増回。
- 1985年10月18日 - 登別東IC供用開始に伴い、経路変更。高速道路上に竹浦を新設。
- 1985年11月1日 - 5往復に増回。
- 1986年10月10日 - 登別室蘭IC供用開始に伴い、直行便2往復新設。
- 1991年4月1日 - 札幌ターミナル降車場を時計台前に改称。
- 1991年12月1日 - 運賃改定。6枚綴り回数券を廃止し、4枚綴り回数券を新設。
- 1992年4月1日 - 5枚綴り回数券を新設（1996年4月1日廃止）。
- 1999年12月1日 - 起・終点を室蘭産業会館（旧室蘭駅）に変更。室蘭ターミナル廃止。
- 2000年4月1日 - 白石本通2丁目、白石本通8丁目、鷲別を新設。
- 2001年3月21日 - 道南バスとの共通乗車開始。直行便を廃止し全便幌別経由に統一。高丘、開発局道路事務所前、新日鉄前、御崎、御前水を新設。輪西駅前廃止。
- 2001年11月24日 - 南郷18丁目駅を新設。
- 2002年10月1日 - 富岸を新設。開発局道路事務所前廃止。
- 2002年12月1日 - 市役所入口（登別）と幌別中央を新設。幌別本町廃止。
- 2004年4月1日 - 東室蘭ターミナルの窓口業務廃止、停留所名を「東室蘭」に改称。
- 2006年4月1日 - サッポロファクトリー前、はまなす団地を新設。
- 2006年10月1日 - 一部の便を室蘭フェリーターミナル乗り入れ。
- 2007年3月1日 - 室工大経由系統（札幌 - 大谷地駅 - 道南バス若山営業所 - 室蘭工業大学前 - 大谷高校前）を1往復新設。道南バスのほぼ同経路の路線（高速室蘭サッカー号）と乗車券の共通取り扱い開始[51]。
- 2008年12月1日 - 室蘭フェリーターミナル乗り入れを廃止。
- 2009年4月1日 - 室蘭産業会館系統の東室蘭を廃止し道南バス東町ターミナル、東室蘭東口を新設。室蘭側一般道区間の経路・乗降制限を道南バスの高速白鳥号・高速室蘭サッカー号と同一に変更。
- 2014年4月1日 - 室蘭産業会館解体に伴い、停留所名を「室蘭観光協会前」に改称。
- 2019年4月1日 - 室蘭観光協会前行きの1本を室蘭フェリーターミナルまで延長[52]。
- 2020年4月1日 - 室工大経由系統を廃止[53]（道南バス運行の「高速室蘭サッカー号」のみ残存[54]）。

##### 高速はこだて号
- 札幌 - 八雲・森・新函館北斗駅・函館駅前・湯の川温泉東（北都交通・函館バスと共同運行）

旧・月寒営業所路線。1993年（平成5年）4月21日より道南バスと2社共同運行の「オーシャンドリーム」を運行していたが、2003年（平成15年）4月21日より北都交通が運行する「オーロラ号」と統合、3社共同運行の「高速はこだて号」となった。2020年（令和2年）4月1日より函館バスが参入し4社共同運行となっている。

##### ポテトライナー（帯広）

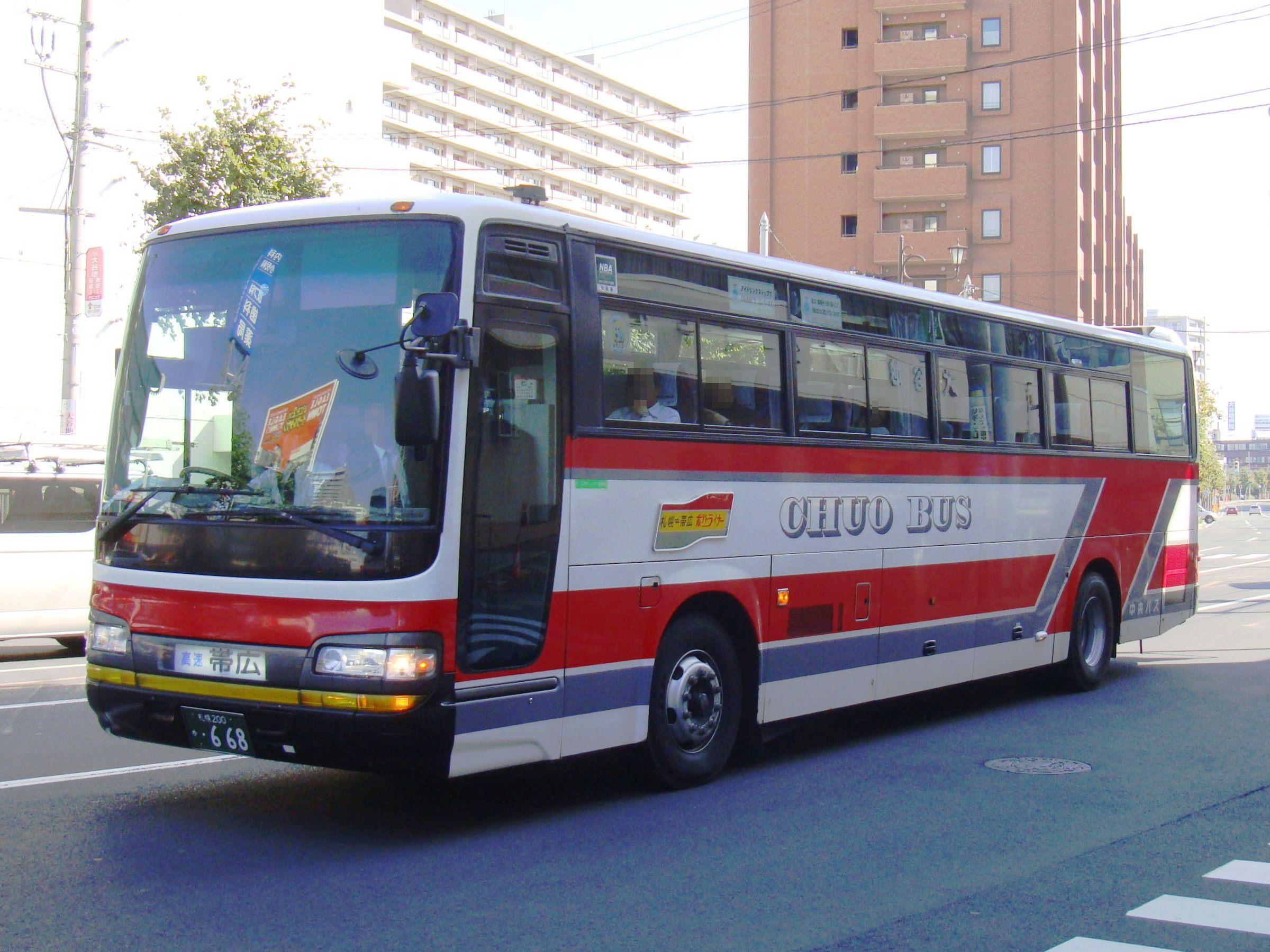
地下鉄大谷地駅出発

- 札幌 - （特急/直行/芽室経由/音更経由）・帯広駅バスターミナル（北都交通、ジェイ・アール北海道バス、十勝バス、北海道拓殖バスと共同運行）

1989年（平成元年）8月11日より繁忙期の臨時帰省バスとして各社1往復ずつを担当する5往復で運行を開始。1990年（平成2年）3月9日より「ポテトライナー」として通年運行が開始された。1995年（平成7年）12月1日に大谷地ターミナル、1997年（平成9年）9月1日に清水と芽室を新設し1往復を十勝川温泉まで延長。2002年（平成14年）12月1日には発車オ〜ライネットによるインターネット予約開始し御影を新設。2005年（平成17年）4月1日より音更経由（音更大通11丁目、木野大通16丁目、木野農協前）2往復を新設し、芽室経由は4往復とし臨時便を廃止。2009年（平成21年）12月23日から音更経由を1往復増回。2011年（平成23年）10月30日の道東自動車道全通による改正で直行便を含む3往復を増回し計10往復、所要時間が約20分短縮となった。2017年（平成29年）4月1日に十勝川温泉発着便を廃止。2018年（平成30年）6月2日より土日祝限定の特急便（途中無停車）を2往復新設した。
直行便は往復とも札幌ターミナル発着で、札幌行に札幌駅前降車停留所を設定。帯広市内は十勝バス本社に停車しパークアンドライドを設定する。帯広行は路線開設以来札幌ターミナル始発で、札幌駅前ターミナルおよび札幌駅前は札幌行の降車のみ扱っていたが、2016年（平成28年）4月1日より経由便、直行便とも札幌駅前ターミナルで帯広行の乗車扱いを開始した。
2022年（令和4年）4月1日のダイヤ改正で特急便を廃止。道の駅おとふけへの乗り入れ開始。芽室経由を2往復減便。直行便を帯広競馬場経由に経路変更し2往復増便した。
運行を開始するにあたり中央バスが共同運行事業者を募ったところ、他4社が名乗りを上げた。1路線5社での運行は極めて異例であり北海道運輸局の指導で調整が図られたが不調に終わり、結局5社揃って認可された経緯がある。

札幌と帯広の間は200キロ程度の距離であるが、帰省バス当時から夜行便が設定されていた。1991年（平成3年）9月20日の国道274号日勝峠ルートへの変更に伴う改正で定期運行を廃止し、2000年（平成12年）夏期まで繁忙期臨時便として運行されていた。

##### スターライト釧路号
- 札幌 - 音別駅前・白糠・釧路駅前・くしろバス本社（くしろバス・阿寒バスと共同運行）

1987年（昭和62年）8月6日に夜行便のみ、中央バス単独で運行開始。1992年（平成4年）7月11日より3社共同運行となり昼行便が設定された。

### 一般路線バス
2023年（令和5年）4月1日現在
札幌市交通局（札幌市営地下鉄）との連絡運輸（乗継割引）は、太字（乗継指定）停留所・駅からバス乗車方向関わらず全区間、札幌都心での乗継にも適用される。乗継割引に関する概要は、北海道中央バス#運賃形態、札幌市営地下鉄#乗継割引を参照。

#### 北光線
- 東17：バスセンター（バスセンター前駅、大通駅） - 北8条東3丁目 - 東保健センター - 東区役所前駅 - 北26条東8丁目 - 北42条東8丁目 - 北49条東8丁目 - 北49条東4丁目 - 北49条東3丁目
  - 2000年（平成12年）4月1日、札幌市営バス（新川営業所）より中央バスに移譲。同時に終点を北49条東4丁目・北45条東8丁目から北49条東3丁目に延長（北45条東8丁目発着便は北49条東7丁目経由に、北49条東4丁目発着便はそのまま延長）。
  - 2001年（平成13年）4月1日、北49条東7丁目を全便北49条東4丁目経由に変更。「北49条東7丁目」停は廃止。
  - 2006年（平成18年）4月1日、東保健センター - 北49条東3丁目系統を廃止。

#### 北光北口線
- 東19：札幌駅北口（さっぽろ駅） - 北8条東3丁目 - 東保健センター - 東区役所前駅 - 北26条東8丁目 - 北42条東8丁目 - 北49条東8丁目 - 北49条東4丁目 - 北49条東3丁目
  - 2012年（平成24年）4月1日新設[63]。

#### 東16丁目線
- 麻25：麻生バスターミナル（麻生駅） - 北42条東8丁目 - 栄町駅 - 北49条東15丁目 - 太平西部 - 百合が原公園前 - 百合が原小学校 - 篠路駅前 - 篠路小学校
  - 1988年（昭和63年）12月2日、札幌市営地下鉄東豊線の開業に伴い、札幌市営バス（東営業所）より中央バスに移譲。同時に運行区間を「札幌駅北口・北12条駅前 - 東区役所前 - 北15条東16丁目 - 北49条東15丁目」から「麻生駅 - 栄町駅 - 北49条東15丁目」に、系統番号を（東62）から（北07）に変更。
  - 1996年（平成8年）12月1日、北49条東15丁目 - 篠路小学校間を延長。

#### 栄町教育大線
- 栄20：栄町駅 - 北47東15（往路）/つどーむ（復路） - 百合が原公園東口 - 百合が原11丁目 - 上篠路 - コミュニティーセンター入口 - 拓北3条3丁目 - ひまわり団地 - 拓北小学校 - あいの里教育大駅 - あいの里公園駅 - あいの里4条9丁目 - あいの里高等支援学校 - 教育大学 - あいの里4条1丁目
- 栄23：栄町駅 - （同経路） - あいの里教育大駅 - あいの里高等支援学校 - 教育大学 - あいの里4条1丁目
  - 栄20は、1997年（平成9年）4月1日新設。
  - 2007年（平成19年）12月1日、石狩営業所へ移管。
  - 2014年（平成26年）12月1日、復路が東15丁目経由に変更となる。
  - 2021年（令和3年）4月1日現在、札幌北営業所担当に戻っている[64]。

## 主な休廃止路線
高速のぼりべつ号
- 札幌 - 登別温泉

特急バスとして運行され当初は国道36号経由だったが、道央自動車道の延伸により「超特急のぼりべつ号」、のち「高速のぼりべつ号」と改称された。直行便と苫小牧経由便（札幌 - 苫小牧間は高速とまこまい号と同一経路、苫小牧 - 登別温泉間国道36号経由）を運行していたが、近年では減便が急激に進み、2005年（平成17年）4月のダイヤ改正より苫小牧経由を廃止（札幌 - 苫小牧間に短縮し高速とまこまい号に統合）、2007年（平成19年）4月改正で全廃となった。なお、競合する道南バスも2006年（平成18年）10月1日より「高速おんせん号」を直行便1往復のみにしている。
高速とまこまい号、高速のぼりべつ号と道南バスの「高速ハスカップ号」と「高速おんせん号」の札幌駅前ターミナル - 苫小牧駅前間は両社の乗車券が共通で使用できた。但し、登別温泉直行便は対象外だった。
北光美香保線
- 東18：札幌駅北口 - 東保健センター - 東区役所前駅 - （東8丁目） - 北24条駅
  - 2000年（平成12年）4月1日、札幌市営バス（新川営業所）より中央バスに移譲。
  - 2006年（平成18年）4月1日、「東保健センター - 地下鉄北24条駅」系統を廃止、大幅減便。
  - 2008年（平成20年）12月1日、起点をバスセンターから札幌駅北口に変更、北18条東8丁目 - 北24条東1丁目間の経路を東2・3丁目経由から東8丁目経由に変更（「北18条東5丁目」 - 「北24条東2丁目」「北24条東3丁目」停は廃止）[66]。
  - 2012年（平成24年）12月1日、ダイヤ改正により廃止。

栄町線
- 東87：北24条駅 - 北26条東8丁目 - 北42条東8丁目 - 北49条東8丁目 - 北49条東4丁目 - 北49条東3丁目
  - 2000年（平成12年）4月1日、札幌市営バス（新川営業所）より中央バスに移譲。同時に終点を北49条東4丁目から北49条東3丁目に延長。
  - 2023年（令和5年）4月1日、廃止[67]。

篠路線
- 麻27：麻生バスターミナル（麻生駅） - 北42条東8丁目 - 北49条東8丁目 - 太平西部 - 百合が原公園前 - 百合が原小学校 - 篠路駅前 - 篠路小学校
  - 1982年（昭和57年）6月25日、札幌市営地下鉄東西線新さっぽろ駅延伸に伴う路線再編の補償として札幌市営バスより譲受[68]。
  - 2004年（平成16年）12月1日、一部便をあいの里4条1丁目まで延長。
  - 2007年（平成19年）12月1日、あいの里4条1丁目発着便廃止。
  - 2023年（令和5年）4月1日、廃止[67]。

## 札幌北営業所管轄の事業所
登別ターミナル（廃止）
廃止後は道南バス登別温泉ターミナルに乗り入れた。
東室蘭ターミナル（廃止）
室蘭ターミナル（廃止）